# كراش أسود
برغوث الدواجن الغربي (الاسم العلمي: Ceratophyllus niger) هو نوع من الحشرات يتبع جنس الكراش من الفصيلة الكراشية.